# Joachim Nicolas Eggert
Joachim (Georg) Nicolas Eggert, (Gingst on Rügen (Pomerània sueca), 22 de febrer, 1779 - Tomestorp parròquia de Kisa a l'actual municipi de Kinda, comtat d'Östergötland, 14 d'abril, 1813), va ser un compositor i director d'orquestra suec.

## Biografia
Eggert es va educar a Alemanya i va arribar a Estocolm el 1803. Allà va tocar el violí a la capella de la cort el 1804–08, i el 1808–1810 va ser el seu mestre de capella, amb diverses interpretacions de simfonies de clàssics alemanys. Per a les operacions de la capella, el lideratge d'Eggert va ser de gran importància. Va reformar el seu programa de concerts, va treballar per a una consciència més general de les simfonies de Beethoven i va interpretar la primera òpera de Mozart a Suècia, Die Zauberflöte el 1812. En els últims anys de la seva vida, Eggert va gravar cançons populars sueques juntament amb Erik Drake i Leonard Fredrik Rääf, a Östergötland, ciutat on va morir de tuberculosi. Està enterrat al cementiri de l'església de Kisa.
Va escriure dues òperes, quatre simfonies (completes) i almenys tretze quartets de corda, un sextet de corda, un sextet per a vents i cordes, al costat de música escènica, cantates i cançons. Fou el primer a utilitzar trombons en una simfonia, un any i mig abans que Beethoven Cinquena Simfonia. Això és gràcies al fet que els trombonistes van estar emprats a la capella de la cort durant molt de temps.

## Obres[3]
òperes

- Mohrerna i Spanien.[4]
- Svante Sture och Märta Leijonhufvud.[4]

Orquestra

- Symfoni nr. 1 i C-dur
- Symfoni nr. 2 i “Skjöldebrand” i g-moll, dedicat Anders Fredrik Skjöldebrand
- Symfoni nr. 3 i Ess-dur
- Symfoni nr. 4 i “Krig och Fred” i c-moll
- Symfoni nr. 5 i d-moll (Inacabat)
- Carl la XIII música de coronació el 29 de juny de 1809.[4]
- Serenad med variationer för tre fagotter och orkester. Wolfgang Amadeus Mozart va compondre la serenata i Eggert va fer les variacions.[4]
- Partiturskisser.[4]

Música de cambra

- Tre stråkkvartetter, opus 1. Dedicat Emanuel M. Stenberg i Charlotte Stenberg (Westman).[4]

1. Stråkkvartett i C-dur
2. Stråkkvartett i f-moll
3. Stråkkvartett i F-dur

- Tre stråkkvartetter, opus 2. Dedicat Erik Drake i Leonhard Fredrik Rääf.[4]

1. Stråkkvartett i B-dur
2. Stråkkvartett i g-moll
3. Stråkkvartett i d-moll

- Tre stråkkvartetter, opus 3.[4]

1. Stråkkvartett i c-moll
2. Stråkkvartett i G-dur
3. Stråkkvartett i A-dur

- Pianokvartett i g-moll, opus 3.[4]

- Fuga i c-moll per a quartet de corda.[4]

- God save the King amb variacions per a tres fagots.[4]

- Largo för harpa, kornett i Eb i fagott.[4]

- Septett.[4]

- Stråkduett.[4]'

- Stråksextett i f-moll, per a dos violins, dues violes, violoncel i contrabaix. Dedicat J. Gnospelius.[4]

- Sextett i f-moll per a clarinet, trompa, violí, viola, violoncel i contrabaix.[4]

Cantates i música d'església

- Cantata que es va interpretar en la celebració de la pau entre Suècia i Rússia.[4]
- Cantata que es va interpretar amb motiu de l'arribada de Sa Altesa Reial el Príncep Carl a Suècia.[4]
- Música fúnebre per Fredrik Adolf, duc d'Östergötland, 10 de setembre de 1804.[4]

Atres

- Stråkkvartetter i G-dur, d-moll (inspirat en Haydn op 76:3, el quartet de quintets), A-dur i D-dur
- Scherzo & trio G-dur
- Fuga D-dur
- Fuga